# Entente nationale irakienne
L’entente nationale irakienne (Iraqi National Accord - INA) est un parti politique irakien fondé par Iyad Allaoui et Salah Omar al-Ali en 1991.